# Dobby Dobson
Pour les articles homonymes, voir Dobson.
Highland Ralph Dobson, dit Dobby Dobson (né le 5 juillet 1942 à Kingston (Jamaïque) et mort le 21 juillet 2020 à Coral Springs (Floride)), est un chanteur et producteur jamaïcain de reggae, surnommé The Loving Pauper d'après sa chanson la plus célèbre, qui fut également un succès en 1973 pour Gregory Isaacs.

## Biographie
Dobby Dobson a commencé à chanter alors qu'il était étudiant à la Central Branch School de Kingston et au Kingston College, où il a chanté dans la chorale de la chapelle, et a participé avec succès au concours de talents Vere Johns Opportunity Hour en tant que membre du groupe The Twilights. Alors qu'il était au Kingston College, il a écrit la chanson doo-wop Cry a Little Cry en hommage à son professeur de biologie. Il a recruté un groupe de camarades de sa classe de niveau « Delta » à l'école pour l'accompagner dans un enregistrement de la chanson, sous le nom de Dobby Dobson et des Deltas. Le groupe comprenait Howard Barrett, qui a plus tard formé The Paragons. Publié par Lyndon et Le label Tip-Top de Sonia Pottinger en 1959, il a dominé les charts de Radio Jamaica (RJR) cette année-là. 
À sa sortie de l’école en 1959, Dobby Dobson se joint à Charles Joseph au sein du duo Chuck et Dobby, avant de devenir un artiste solo au début des années 1960, enregistrant à nouveau pour Pottinger. Plus tard, il a travaillé avec Coxsone Dodd et Duke Reid, enregistrant en tant que membre de The Virtues et The Sheiks, ainsi qu'avec Reid pour Loving Pauper, qui devient sa chanson emblématique. Malgré son succès musical, Dobson a conservé son travail de vendeur et de correcteur d'épreuves pour le quotidien The Jamaica Gleaner (en). En 1971, il enregistre That Wonderful Sound pour Rupie Edwards, qui s'est vendu à plus de 40 000 exemplaires dans les Caraïbes et a été suivi par Endlessly, qui s'est également bien vendu et a été un succès mineur dans les UK Singles Chart. 
Des ventes d'albums décevantes ont conduit Dobby Dobson à entrer dans la production, notamment pour les albums des Meditations Message From The Meditations et Wake Up à la fin des années 1970, ainsi que sur les premiers travaux de Barrington Levy. En 1979, il a émigré à New York, où il a travaillé dans l’immobilier, se rendant encore occasionnellement au studio d’enregistrement et se produisant dans les festivals Reggae Sunsplash et Reggae Sumfest. Il continue d'être populaire auprès des fans internationaux et publie toujours des albums.
Dobby Dobson a été présenté dans un documentaire 3-D de 2009 intitulé Dobby Dobson: An Interview with Jamaica's Music Ambassador, dont le slogan était : « See The Double-D in 3D » (« Voir le double-D en 3D »).
Le 6 août 2011, à l’occasion du 49e anniversaire de l’indépendance du pays, le gouverneur général de la Jamaïque a annoncé l'entrée de Dobby Dobson dans l'ordre de la Distinction au rang d'officier (OD) pour sa contribution à la musique reggae et à la représentation de la culture jamaïcaine. 
Il est devenu un chrétien né de nouveau et a enregistré plusieurs albums de gospel.

## Discographie
- Wonderful Sound (1977) Success
- Sweet Dreams (1978) Federal
- Sweet Christmas (197X) Top Ranking (featuring Ringo)
- History For Lovers (1990) Shelley
- Through The Years (1991) Studio One
- At Last (1994) Angella
- Best of Dobby Dobson (1997) Super Power
- If I Only Had Time (1997) Angella
- The Vintage Series (2000) VP
- Greatest Hits Sonic Sounds
- Lovers Prayer (2005)
- Hide Under The Bed Innerbeat
- Those Days are Gone
- He Knows My Heart (2007)